# Kameana Hora, Jovkva
Kameana Hora (în ucraineană Кам'яна Гора) este o comună în raionul Jovkva, regiunea Liov, Ucraina, formată numai din satul de reședință.

## Demografie
Componența lingvistică a comunei Kameana Hora
     Ucraineană (100%)
Conform recensământului din 2001, toată populația comunei Kameana Hora era vorbitoare de ucraineană (100%).